# Печено
Печено (на сръбски: Печено или Pečeno; на албански: Peqena) е село в Югоизточна Сърбия, Пчински окръг, община Прешево.

## Население
Албанците в община Прешево бойкотират проведеното през 2011 г. преброяване на населението.
Според преброяването на населението от 2002 г. селото има 125 жители.

### Етнически състав
Данните за етническия състав на населението са от преброяването през 2002 г.
- албанци – 123 жители (98,40%)
- неизяснени – 2 жители (1,60%)